# Suzuki GT 550
La Suzuki GT 550 è una motocicletta di tipo stradale costruita dalla casa motociclistica giapponese Suzuki, in produzione dal 1972 al 1977.

## Descrizione e tecnica
La GT 550 è una motocicletta con motore da 543 cm³ a due tempi, raffreddato ad aria con frazionamento a tre cilindri. La corsa misura 61 millimetri, mentre l'alesaggio 62 millimetri; il propulsore è stato progettato per avere un rapporto alesaggio/corsa quasi quadrato. La potenza erogata è di 35,5 kW (48 CV) a 7500 giri/min, mentre la coppia massima di 52,5 Nm a 6000 giri/min. Il motore è alimentato da tre carburatori Mikuni con corpo farfallato da 28 mm.
Fa parte della famiglia di moto GT "Grand Touring" costruita da Suzuki negli anni '70, insieme alla GT 380 e la GT 750.
La moto, che venne messa in vendita all'inizio del 1972, nel mercato nordamericano era chiamata "Indy".